# Васильченко, Ольга Германовна
О́льга Ге́рмановна Васи́льченко (8 ноября 1956) — советская гребчиха, серебряный призёр Олимпийских игр. Мастер спорта СССР международного класса.

## Карьера
На Олимпиаде в Москве Ольга в составе парной четвёрки с рулевым выиграла серебряную медаль.